# Маріо Касас
Ма́ріо Ка́сас Сіє́рра (ісп. Mario Casas Sierra; 12 червня 1986, Ла-Корунья) — іспанський актор. Відомий за ролями у фільмах Літній дощ, Три метри над рівнем неба (ісп. Tres metros sobre el cielo), а також у серіалах Люди Пако, Корабель та інших.

## Кар'єра
Дебют у кіно відбувся у фільмі Антоніо Бандераса «Літній дощ». У цьому ж році М. Касас починає зніматися в телесеріалі SMS. Протягом 2009 року актор знімається в декількох фільмах — «Витік мізків», «Секс, вечірки і брехня».
3 грудня 2010 вийшов фільм «Три метри над рівнем неба», у якому Касас зіграв головну чоловічу роль. За цю роль він здобув премію ACE як найкращий новий актор і був номінований на Premios Fotogramas de Plata.
У 2011 році був запрошений на роль Улісес у серіал «Корабель».
У 2012 році вийшов другий фільм — «Три метри над рівнем неба: Я тебе хочу».

## Фільмографія

### Телесеріали
- 2005 — Motivos personales
- 2005—2006 — Obsesion
- 2006 — Mujeres
- 2006—2007 — SMS
- 2007—2010 — Люди Пако
- 2011 — Корабель

### Фільми
- 2006 — Літній дощ
- 2009 — Витік мізків
- 2009 — Секс, вечірки і брехня
- 2010 — Carne de neón
- 2010 — La mula
- 2010 — Три метри над рівнем неба
- 2011 — Група 7
- 2012 — Я хочу тебе
- 2013 — Відьми з сугаррамурді (ісп. Las brujas de Zugarramurdi)
- 2015 — Пальми в снігу (ісп. Palmeras en la nieve)
- 2015 — 33 (англ. The 33)
- 2016 — Невидимий гість (ісп. Contratiempo)
- 2017 — Бар (ісп. El bar)
- 2023 — Пташиний короб Барселона (англ. Bird Box Barcelona)

## Приватне життя
Зустрічався з актрисою по фільму «Три метри над рівнем неба» Марією Вальверде, в 2014 році пара розійшлась. Потім зустрічався з Бертою Васкес.